# 파터우역
파터우역(중국어: 垡头站)은 중국 베이징시 차오양구 파터우 가도의 파터우로·파터우 동가 교차로에 위치한 베이징 지하철 7호선의 지하철역이다. 출입구 부지 철거의 영향을 받아, 2014년말 7호선 1차 개통 당시 파터우역에는 C출구만 건설되었고 소방대피 요건을 충족하지 못하여 동시 개장되지 않았으며, 열차는 약 70km/h의 속도로 무정차를 통과했다.
2018년 12월 30일에 정식 개통되었고, A출구도 사용되었다.

## 위치
파터우역은 동남4환 외곽, 파터우 남로(동서방향)과 파터우 중로(남북방향) 교차로에 위치하며, 동서방향으로 배치되어 있다.

## 역 구조
파터우역은 지하 2층에 섬식 승강장으로 이루어졌다.
| 지면층          | 가도                            | A, C출구                              |
| 지하 1층        | 대합실                          | 고객 센터, 자동 발매기, 개집표기      |
| 지하 2층 승강장 | ←                               | ■ 7호선 베이징 서역 방면 (환러구징취) |
| 지하 2층 승강장 | 섬식 승강장, 왼쪽 출입문이 열림 |                                       |
| 지하 2층 승강장 | →                               | ■ 7호선 유니버설리조트 방면 (솽허)    |

## 출구
|                         |                  |      |
| 출구                    | 출구 인근        | 사진 |
| 出口 · A                | 파터우로(垡头路) |      |
| 出口 · C                | 파터우로(垡头路) |      |
| 아이콘 설명: 엘리베이터 |                  |      |